# Seeben (Halle)
Seeben ist ein Stadtteil im Stadtbezirk Nord von Halle (Saale) in Sachsen-Anhalt. Im Dezember 2020 hatte er 1172 Einwohner.

## Lage
Seeben liegt an der Stadtgrenze zum Saalekreis im Norden der Stadt Halle. Benachbarte Stadtviertel sind das Industriegebiet Nord im Westen und die Gottfried-Keller-Siedlung im Süden, sowie der Stadtteil Tornau im Osten.

## Geschichte
Der Ursprung Seebens geht wahrscheinlich auf slawische Siedler zurück, die ihrer neuen Heimstatt den Namen Sieba, nach der Hauptgöttin des westslawischen Stammes der Polaben gaben. Erstmals urkundlich erwähnt wurde Seeben um das Jahr 1300, im Zusammenhang mit einem dort befindlichen Rittergut. Das Rittergut war von 1660 bis 1732 im Besitz des Adelsgeschlechts von Pfuel.
Seeben gehörte zum Amt Giebichenstein im Saalkreis des Erzstifts Magdeburg. 1680 kam der Ort mit dem Saalkreis zum Herzogtum Magdeburg unter brandenburg-preußischer Herrschaft. Mit dem Frieden von Tilsit wurde Seeben im Jahr 1807 dem Königreich Westphalen angegliedert und dem Distrikt Halle im Departement der Saale zugeordnet. Der Ort gehörte zum Kanton Neumarkt. Nach der Niederlage Napoleons und dem Ende des Königreichs Westphalen befreiten die verbündeten Gegner Napoleons Anfang Oktober 1813 den Saalkreis. Bei der politischen Neuordnung nach dem Wiener Kongress 1815 wurde der Ort im Jahr 1816 dem Regierungsbezirk Merseburg der preußischen Provinz Sachsen angeschlossen und dem Saalkreis zugeordnet.
Im 19. Jahrhundert und teilweise bis zum Ende des Zweiten Weltkrieges war Seeben, neben der Landwirtschaft, auch vom Braunkohleabbau geprägt.
Am 1. Juli 1950 wurde Seeben nach Halle (Saale) eingemeindet.

## Wohngegend und Infrastruktur

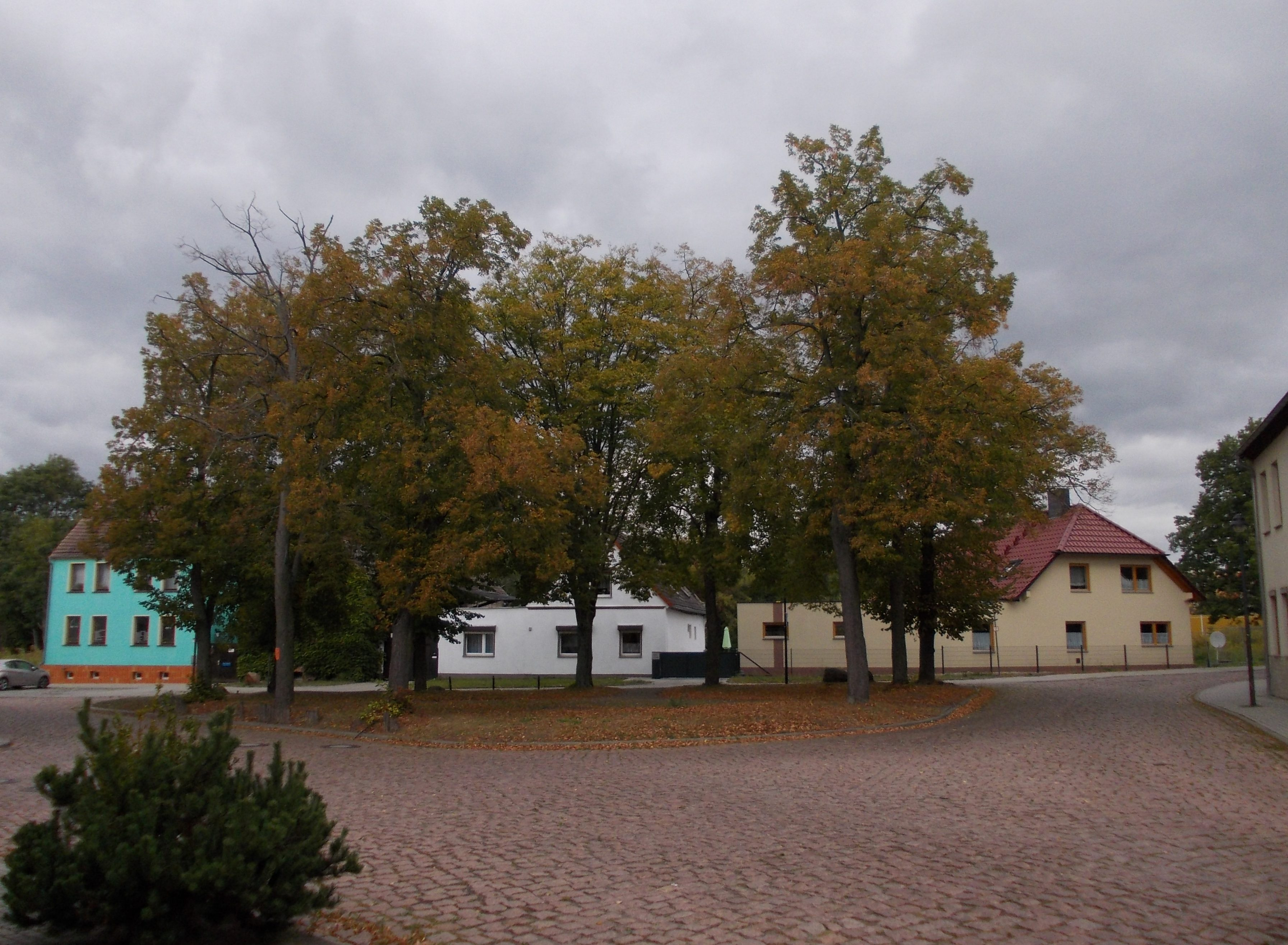
Der Grüne Platz in Seeben

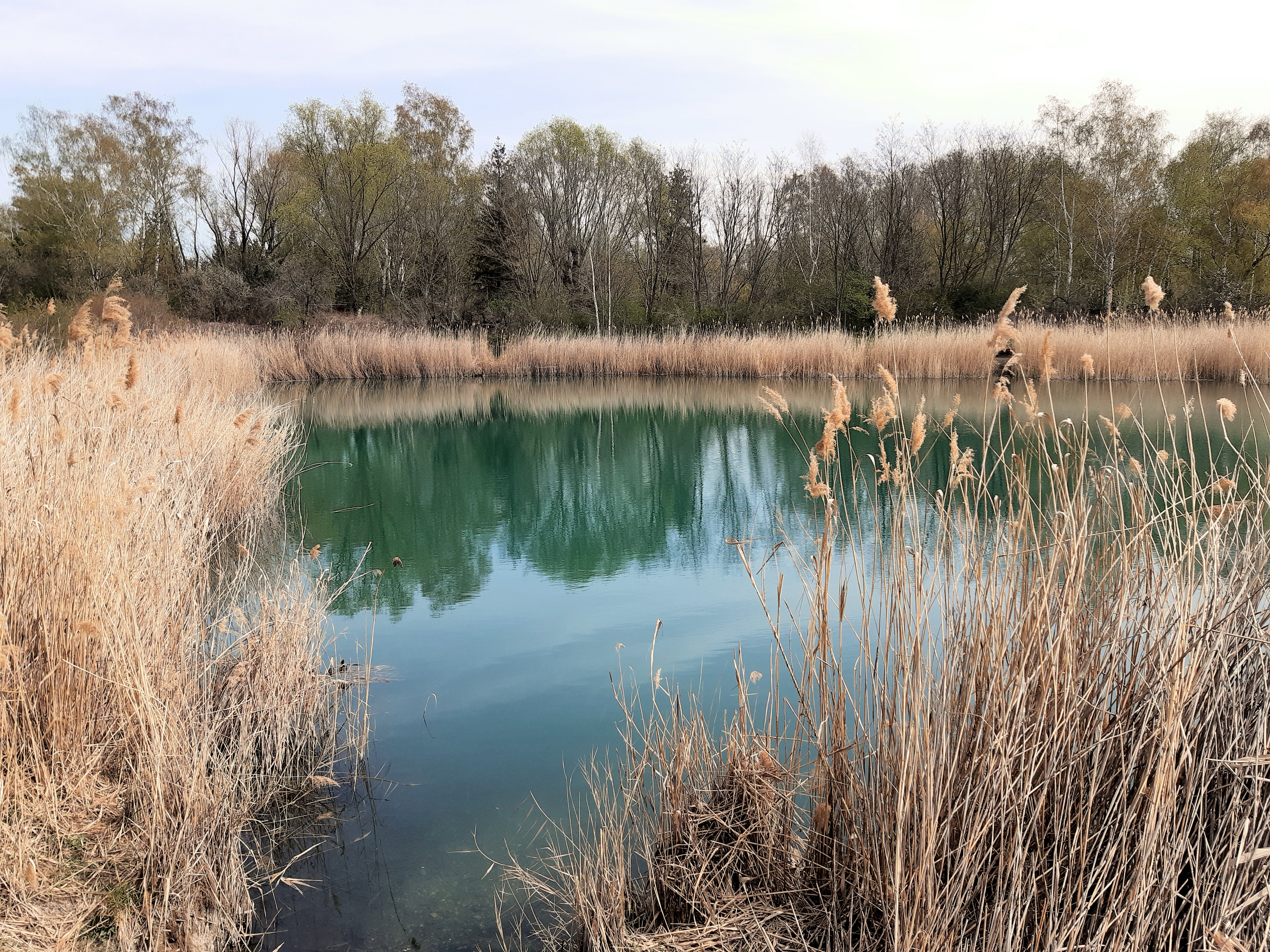
Trothaer Teich in Seeben

Seeben ist sehr ländlich geprägt und besteht aus der Ortschaft Seeben und der umliegenden hügeligen Landschaft, den Seebener Bergen. Südöstlich befindet sich ein Wäldchen. In Seeben beginnen mehrere Bäche, die in Richtung Westen abfließen. Weiterhin findet man den Seebener Weiher an der Emil-Schuster-Straße und den Trothaer Teich, ein Tagebaurestloch, im Westen des Stadtviertels direkt an der Bahnstrecke Halle-Vienenburg.
Das ehemalige, im 13. Jahrhundert erstmals urkundlich erwähnte Rittergut wurde in seiner heutigen Form im 17. bis 19. Jahrhundert erbaut und steht heute unter Denkmalschutz. Es wird von einem ökologisch orientierten Landwirtschaftsbetrieb mit Reiterhof bewirtschaftet. Daneben existieren in Seeben weitere Reitvereine, u a. auch mit Reittherapie, was dem Stadtteil den Beinamen „Pferdedorf“ eingebracht hat.
Die spätromanische Dorfkirche St. Laurentius ist die ehemalige Kirche des Rittergutes und stammt in ihrem Ursprung aus dem späten 12. Jahrhundert.
Seit 1990 wurden verstärkt Eigenheime und Eigentumswohnungen errichtet, was einen Bevölkerungszuwachs zur Folge hatte. Das sogenannte Seebener Schloss, das Herrenhaus des Gutes, wurde zu exklusiven Wohneinheiten umgebaut.
Seeben hat Anschluss an die Buslinie 25 der Halleschen Verkehrs-AG in Richtung Tornau.